# Nyala
Nyala (Tragelaphus angasii) är en antilop som förekommer på Sydafrikas busksavanner och som tillhör gruppen oxdjur.
Hanarna och honorna är så olika att de skulle kunna tillhöra två olika arter. Hannen kan ha en mankhöjd på ungefär 115 centimeter och väga runt 100 kilo. Den har en man längs hela ryggen, undersidan och ger ett raggigt intryck. Hornen är lätt spiralvridna och lyrformade. De påminner mycket om buskbockens horn och kan bli ungefär 70 centimeter långa. Nyalans päls är mörkt gråbrun med lodräta vita linjer. Honorna har en rödbrun päls med vita strimmor men saknar horn. En hona kan ha en mankhöjd på ungefär en meter och väga runt 90 kilo.
Nyalan är mest aktiv vid gryning och skymning. I deras diet ingår löv, knoppar, skott, frukter och örter. En nyalahanne kan leva ensam eller följa med en grupp med honor och ungdjur, ibland kan dessa grupper slå sig samman för att bilda en hjord på ungefär 40-50 djur. Nyalan är inget djur som har revir men den är ändå ganska stationär. Om de ser en fara signalerar de genom att lyfta svansen och visa den vita spegeln.

Honan är dräktig i ungefär 7 månader och brukar bara få en kalv. De första 2-3 veckorna är ungen väl gömd och när kalven har blivit tillräckligt stark får den följa med sin mor. Nyalans huvudfiende är lejonet och leoparden. Om en nyala får leva och ha hälsan kan den uppnå en ålder av 16 år.

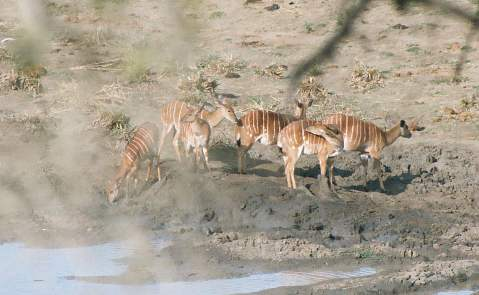
En liten hjord nyalor.
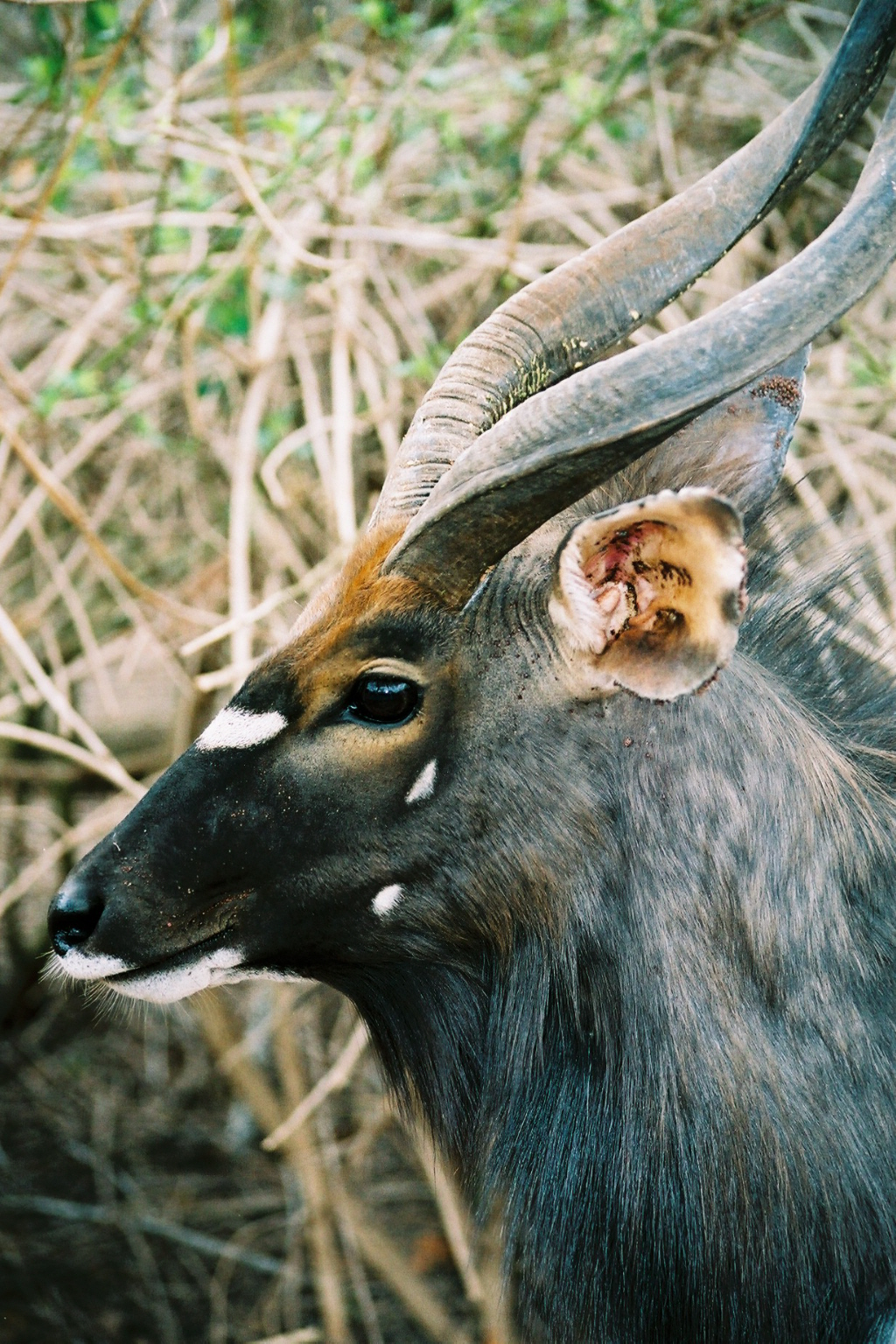
En nyalabock.